# トロイ・テイラー (野球)
トロイ・ジョナサン・テイラー（Troy Jonathan Taylor, 2001年9月9日 - ）は、 アメリカ合衆国カリフォルニア州サンバーナーディーノ郡フォンタナ出身のプロ野球選手（投手）。右投右打。MLBのシアトル・マリナーズ所属。

## 経歴
カリフォルニア州立大学ロングビーチ校在学時の2021年にはMLBドラフト20巡目（全体594位）でシアトル・マリナーズから指名されたが、この時は契約しなかった。
カリフォルニア大学アーバイン校へ転学した2022年、MLBドラフト12巡目（全体366位）で再びマリナーズから指名され、プロ入り。
2023年、傘下のA級モデスト・ナッツでプロデビュー。A+級エバレット・アクアソックスでもプレーし、2チーム合計で40試合に登板して1勝1敗3セーブ、防御率3.38、62奪三振を記録した。オフにはアリゾナ・フォールリーグに参加し、ピオリア・ハベリーナズに所属した。
2024年は開幕をA+級エバレットで迎えた。その後、AA級アーカンソー・トラベラーズを経て8月10日にメジャー契約を結んでアクティブ・ロースター入りし、翌11日のニューヨーク・メッツ戦にてメジャーデビュー。この年メジャーで21試合に登板して1セーブ6ホールド、防御率3.72、25奪三振を記録した。

## 選手としての特徴
速球は最速98mph（約157.7km/h）、常時94〜96mphを計測し、それにスライダー（Baseball Sarvantなど媒体によってはスイーパーと分類されている）とで投げ分けるツーピッチピッチャーである。

## 詳細情報

### 年度別投手成績
| 年 度    | 球 団    | 登 板 | 先 発 | 完 投 | 完 封 | 無 四 球 | 勝 利 | 敗 戦 | セ 丨 ブ | ホ 丨 ル ド | 勝 率 | 打 者 | 投 球 回 | 被 安 打 | 被 本 塁 打 | 与 四 球 | 敬 遠 | 与 死 球 | 奪 三 振 | 暴 投 | ボ 丨 ク | 失 点 | 自 責 点 | 防 御 率 | W H I P |
| -------- | -------- | ----- | ----- | ----- | ----- | -------- | ----- | ----- | -------- | ----------- | ----- | ----- | -------- | -------- | ----------- | -------- | ----- | -------- | -------- | ----- | -------- | ----- | -------- | -------- | ------- |
| 2024     | SEA      | 21    | 0     | 0     | 0     | 0        | 0     | 0     | 1        | 6           | ----  | 81    | 19.1     | 15       | 4           | 7        | 0     | 0        | 25       | 2     | 0        | 8     | 8        | 3.72     | 1.13    |
| MLB：1年 | MLB：1年 | 21    | 0     | 0     | 0     | 0        | 0     | 0     | 1        | 6           | ----  | 81    | 19.1     | 15       | 4           | 7        | 0     | 0        | 25       | 2     | 0        | 8     | 8        | 3.72     | 1.13    |

- 2024年度シーズン終了時

### 年度別守備成績
| 年 度 | 球 団 | 投手（P） | 投手（P） | 投手（P） | 投手（P） | 投手（P） | 投手（P） |
| 年 度 | 球 団 | 試 合     | 刺 殺     | 補 殺     | 失 策     | 併 殺     | 守 備 率  |
| ----- | ----- | --------- | --------- | --------- | --------- | --------- | --------- |
| 2024  | SEA   | 21        | 0         | 1         | 0         | 0         | 1.000     |
| MLB   | MLB   | 21        | 0         | 1         | 0         | 0         | 1.000     |

- 2024年度シーズン終了時

### 背番号
- 59（2024年 - ）